# 片岡郡
- 令制国一覧 > 東山道 > 上野国 > 片岡郡
- 日本 > 関東地方 > 群馬県 > 片岡郡

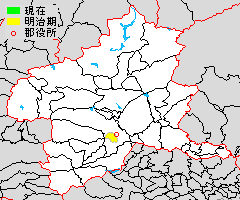
群馬県片岡郡の範囲

片岡郡（かたおかぐん）は群馬県（上野国）にあった郡。

## 郡域
1878年（明治11年）に行政区画として発足した当時の郡域は、現在の行政区画では概ね以下の区域に相当する。
- 高崎市（石原町、乗附町、寺尾町、聖石町、片岡町一 - 三丁目、八千代町一 - 四丁目および城山町一・二丁目の一部）

上野国で最も面積の小さい郡であった。

## 歴史
- 711年（和銅4年）3月6日 - 一部の郡域から多胡郡が設置された（『続日本紀』巻5「三月辛亥割上野國（中略）片岡郡（中略）別置多胡郡」）

### 近代以降の沿革

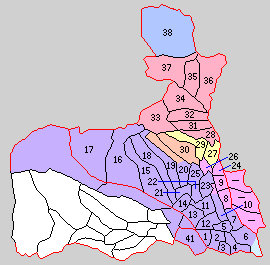
41.片岡村（紫：高崎市 1 - 38は西群馬郡 －は東群馬郡）

- 「旧高旧領取調帳」の記載によると、明治初年時点で石原村、乗附村、寺尾村の3村が存在し、いずれも高崎藩領・寺社領であった。
- 明治4年
  - 7月14日（1871年8月29日） - 廃藩置県により、全域が高崎県の管轄となる。
  - 10月28日（1871年12月10日） - 第1次府県統合により群馬県（第1次）の管轄となる。
- 明治6年（1873年）6月15日 - 熊谷県の管轄となる。
- 明治9年（1876年）8月21日 - 第2次府県統合により、熊谷県が武蔵国の管轄地域を埼玉県に合併して群馬県（第2次）に改称。当郡域は群馬県の管轄となる。
- 明治11年（1878年）12月7日 - 郡区町村編制法の群馬県での施行により、行政区画としての片岡郡が発足。「西群馬片岡郡役所」が西群馬郡高崎連雀町に設置され、同郡とともに管轄。
- 明治22年（1889年）4月1日 - 町村制の施行により、石原村・乗附村・寺尾村が合併して片岡村が発足。（1村）
- 明治29年（1896年）4月1日 - 郡制の施行のため、片岡郡および西群馬郡の一部（高山村を除く6町31村）の区域をもって群馬郡（第2次）を設置。同日片岡郡廃止。

## 行政

### 西群馬・片岡郡長[1]
| 代 | 氏名       | 就任年月日                | 退任年月日                | 備考       |
| -- | ---------- | ------------------------- | ------------------------- | ---------- |
| 1  | 宮田重固   | 明治11年（1878年）12月7日 | 明治13年（1880年）7月15日 |            |
| 2  | 吉見邦直   | 明治13年（1880年）7月15日 | 明治23年（1890年）12月6日 |            |
| 3  | 伊藤祐之   | 明治23年（1890年）12月6日 | 明治26年（1893年）8月14日 |            |
| 4  | 深谷徳三郎 | 明治26年（1893年）8月14日 | 明治29年（1896年）3月31日 | 片岡郡廃止 |

### 片岡郡役所→西群馬片岡郡役所
当初片岡郡役所は高崎に置かれたが、明治14年高崎連雀町47番地の西群馬郡役所と合併し、西群馬片岡郡役所となる。